# Сидориха
Сидориха — деревня в Чеховском районе Московской области, в составе муниципального образования сельское поселение Любучанское (до 29 ноября 2006 года входила в состав Любучанского сельского округа), деревня связана автобусным сообщением с райцентром и соседними населёнными пунктами.

## Население
| 2002 | 2006 | 2010 |
| ---- | ---- | ---- |
| 28   | ↘7   | ↗15  |

## География
Сидориха расположена примерно в 24 км (по шоссе) на северо-восток от Чехова, у истока безымянного ручья бассейна реки Рожайка (правый приток реки Пахры), высота центра деревни над уровнем моря — 180 м. На 2016 год в Сидорихе зарегистрирована 1 улица — Ясная
и 3 садовых товарищества.